# Папон, Жан-Пьер
Жан-Пьер Папон (фр. Jean-Pierre Papon; 23 января 1734, Пюже-Тенье (графство Ницца) — 15 января 1803, Париж), известный как аббат Папон — французский литератор и историк, автор капитальной четырехтомной «Общей истории Прованса». 

## Биография
Происходил из состоятельной буржуазной семьи. Сын Оноре Папона и Элизабет Ге.
Получил начальное образование в Ницце, затем был направлен родителями в Турин для изучения философии. Завершив курс, 7 ноября 1752 в Экс-ан-Провансе вступил в конгрегацию ораторианцев. С отличием преподавал изящную словесность и риторику в Марселе, Рьоме, Нанте и Лионе, где стал префектом Большого Коллежа. Из Лиона был направлен руководством конгрегации в Турин для переговоров с сардинским министром о деле большой важности, и с успехом выполнил поручение.
По окончании миссии был назначен хранителем библиотеки Марселя (официально с 1780). Заняв эту должность, начал работу над «Историей Прованса», второй том которой посвятил тогдашнему графу Прованскому. Несмотря на язвительную эпиграмму Мирабо Lisez-vous l'histoire de plomb du révérend père Papon? («Читали свинцовую историю преподобного отца Папона?») это было весьма добротное сочинение, окончательно устаревшее лишь к началу XX века, после появления профессиональных исследований истории Прованса. "Бесспорно, одной из лучших работ дореволюционной историографии" указывает его «Всеобщую историю Прованса» И. Филиппов.
Работа над «Историей» заняла 12 лет, в ходе которых Папон провел обширные изыскания в архивах Прованса, Парижа и Неаполя, которым в XIII—XV веках владели графы Прованса. Среди сделанных им открытий была квитанция Джованны Неаполитанской, выданная папе Клименту VI, с указанием суммы, полученной за продажу Авиньона и Конта-Венессена.
Штаты Прованса назначили аббату Папону пенсион в 2000 франков, выплата которого была прекращена после выхода последнего тома «Истории».
В момент смерти короля Сардинии Карла Эммануэля III историк находился в Ницце, и ему было поручено произнести надгробную речь. Выступление состоялось 6 апреля 1773 в церкви преподобных отцов доминиканцев, и затем текст был издан в Турине.
После окончания работы над «Историей» Папон отправился в Париж, где приобрел обширные знакомства в литературных кругах и среди «персон первого ранга». Желая пользоваться эксклюзивными правами на издания, и ради достижения большей литературной свободы он в 1784 году покинул конгрегацию, с формального согласия руководства.
Революция лишила Папона плодов его литературного труда и благодеяний, оказанных Старым режимом. После сентябрьских убийств, не дожидаясь дальнейшего ухудшения внутриполитической ситуации, историк благоразумно перебрался в департамент Пюи-де-Дом, и вернулся в Париж только во время Директории, занявшись написанием шеститомной «Истории революции», которую довел до переворота 18 брюмера, когда 25 нивоза XI года Республики (15 января 1803) скончался от инсульта. Его последняя работа была опубликована под редакцией его младшего брата Сильвестра-Антуана только в 1815 году, при Первой реставрации, покончившей с цензурными ограничениями бонапартистского режима.
В предисловии к этой работе Папон изложил свою точку зрения, согласно которой современную историю следует писать непредвзято ещё при жизни её деятелей, независимо от того, нравится им это, или нет. 
В 1773 году Папон был избран членом Марсельской академии наук и изящной словесности, а 24 февраля 1796 — членом-корреспондентом Французского института, по классу моральных и политических наук (секция истории).
Для увековечения памяти знаменитого историка городские власти Марселя в 1927 году постановили переименовать Восточную улицу (rue d'Orient) в улицу Папон (rue Papon), по примеру Пюже-Тенье и Ниццы, сделавших подобные переименования ранее.

## Сочинения
- L'art du poète et de l'orateur; Lyon, 1765, in-12; 7e édit., Avignon, 1811, in-12 (дидактический трактат, довольно хорошо написанный, но недостаточно информативный в большинстве глав[5])
- Histoire générale de Provence; P., 1777—1786, 4 vol. in-4°, fig. T. I, T. II, T. III, T. IV
- Voyage littéraire de Provence; P., 1780, in-12; 1'édit. 1787 a 2 vol. Gallica. Немецкий перевод издан в Лейпциге в 1783
- Histoire du gouvernement français depuis le 22 février 1787 jusqu'à la fin de 1788; Londres; P., 1789, in-8° Gallica
- De la peste ou les époques mémorables de ce fléau; P., 1800, 2 vol. in-8°. Часть этой работы была в 1820 году опубликована отдельно, под названием Relation de la peste de Marseille, et de celle de Montpellier, en 1629 Gallica
- Histoire de la révolution de France depuis 1789 jusqu'au 18 brumaire; P., 1815, 6 vol. in-8°